# Eon (boek)
Eon (1985) is een bekend sciencefictionboek, geschreven door Greg Bear.

## Samenvatting
In het jaar 2000 komt er een planetoïde aan bij de Aarde. Al snel blijkt dat hij hol is en ooit bewoond is geweest, al is hij nu verlaten. Na onderzoek blijkt dat de planetoïde, die de Steen wordt genoemd, uit de toekomst komt, en in aanwezige bibliotheken staat beschreven hoe in het verleden (de toekomst voor de Aarde) op Aarde een kernoorlog is uitgebroken. De weinige mensen die hiervan weten, doen er alles aan om dat te voorkomen, maar ondertussen speelt zich een strijd af tussen de Amerikanen en de Russen over de zeggenschap over de Steen.
Tegelijkertijd blijkt dat de mensen die de Steen hebben bewoond, vertrokken zijn door de Weg, een opening door de ruimtetijd in de Steen. Een Amerikaans wiskundige die zich op de Steen bevindt, ontdekt hoe deze Weg werkt, maar wordt om die reden ontvoerd door een agent van de regering van de vertrokken mensen uit de toekomst. Een groepje mensen reist hen achterna, de Weg in. Op Aarde breekt intussen de kernoorlog uit en binnen een paar uur is de beschaving vernietigd. Ook op de Steen wordt gevochten tussen Amerikanen en Russen totdat ze een staakt-het-vuren overeenkomen. Het groepje mensen dat de Weg is ingegaan, komt uiteindelijk aan bij een reizende stad, waar de mensen uit de toekomst wonen. Zij en de wiskundige, die ze daar terugvinden, raken betrokken bij een politieke strijd tussen diegenen die willen teruggaan naar de Aarde om hun voorouders te helpen en diegenen die zich niet met de Aarde willen bemoeien. Uiteindelijk wordt de stad gesplitst en een gedeelte gaat terug naar de Aarde, terwijl een ander gedeelte verder de Weg op reist. Aangekomen bij de Aarde beginnen de mensen uit de toekomst, met hun geavanceerde technische hulpmiddelen, en de overlevenden van de kernoorlog aan de wederopbouw van de verwoeste Aarde.
Eon wordt gevolgd door Eeuwigheid.